# Plecia affiniparva
Plecia affiniparva är en tvåvingeart som beskrevs av Hardy och Mercedes Delfinado 1969. Plecia affiniparva ingår i släktet Plecia och familjen hårmyggor.
Artens utbredningsområde är Filippinerna. Inga underarter finns listade i Catalogue of Life.